# Hamad Hasan
Hamad Ali Hasan (en arabe : حمد علي حسن), né en 1969 à Baalbek, est un universitaire et homme politique libanais.
Il est ministre de la santé dans le gouvernement Hassan Diab de 2020 à 2021.

## Biographie
Hasan obtient une maîtrise en pharmacie en 1994, un diplôme en sciences de laboratoire clinique en 1998 et un doctorat en biologie moléculaire en 1999, tous de l'Académie de médecine de Moscou. Il était le chef de la division du laboratoire médical de l'hôpital al Maias Shtoura de 2000 à 2009. Hasan travaille comme chargé de cours à l'Université libanaise et à l'Université internationale libanaise de 2003 à 2014. En 2014, il devient professeur à plein temps de l'Université libanaise.
Hasan est membre du conseil municipal de Baalbek depuis 2010. Il en était le président de 2013 à 2016.